# 松風塾高等学校
松風塾高等学校（しょうふうじゅくこうとうがっこう）は、青森県東津軽郡平内町大字外童子字滝ノ沢37番地にある。私立全寮制高等学校。

## 概要
神道系新宗教である松緑神道大和山の流れを汲む学校で、教祖・大和松風の長男で教団を継承した初代教主の大和小松風（田澤康三郎）により創立された。
大和小松風こと田澤康三郎（1997年没）は、旧制弘前高等学校文科を経て東京帝国大学文学部を卒業後、大学で研究を続けていたが、1946年（昭和21年）5月に故郷に戻り、1955年（昭和30年）に生活学苑大和山松風塾を設立した。
1学年の最大募集人数が25人という少人数教育を掲げる。
母体教団の行事への参加や皇居勤労奉仕が実施されるのが特徴的である。

## 沿革
- 1955年（昭和30年）5月 - 生活学苑大和山松風塾創立。
- 1974年（昭和49年）4月 - 松風塾高等学校になる。

## 制服
- 男子:紺色のファスナー留め詰襟。蛇腹織の縁取り付き。夏はワイシャツ（白）
- 女子:紺色のシングルのブレザー（襟元はリボンをつける）。夏はブラウス（白）（襟元はリボンをつける）
- 男女ともに2020年（令和2年度）から頭髪規定が改定された[要出典][3][4]。

## 部活動
- 硬式野球部
- 剣道部
- 応援団
- 将棋部
- 科学コミュニケーション部